# Осока двотичинкова
Осока двотичинкова (Carex diandra) — вид багаторічних трав'янистих рослин родини осокові (Cyperaceae). Етимологія: лат. diandra — «з двома тичинками». Видовий епітет не відповідає морфології квітки, але не може бути змінений, оскільки під такою назвою описано вид.

## Опис
Рослина має повзуче, коротке кореневище. Стебла 2–90 см. Листові пластини 14–30(47) см × 1–2.5 мм. Суцвіття двостатеві, прямі, 2–5(6) × 0.6–1.4(1.7) см, прості або іноді складні. Від червоно-коричневого до світло-коричневого кольору лушпиння 3 мм у довжину й 2 мм завширшки, яйцеподібне із загостреним верхом. Яйцеподібні колоски з жіночими квітками при основі. Чоловічі квітки мають три тичинки, а жіночі квітки дві приймочки. Плоди широко стиснуто-яйцеподібні, 1.4–1.7 × 0.7–1 мм, коричневі, з дзьобом 1–1.5 мм. 2n = 48, 50, 54, 60.

## Поширення
Північна Америка: Канада, США, St. П'єр і Мікелон; Євразія (у тому числі Україна); Канарські острови та Нова Зеландія. Населяє мокрі оторфовані й кислі місця в канавах, на луках, болотах, чагарниках, береги озер і ставків (часто в мілкій, іноді солонуватій воді), рідше вологі піщані пляжі озер.

## Галерея

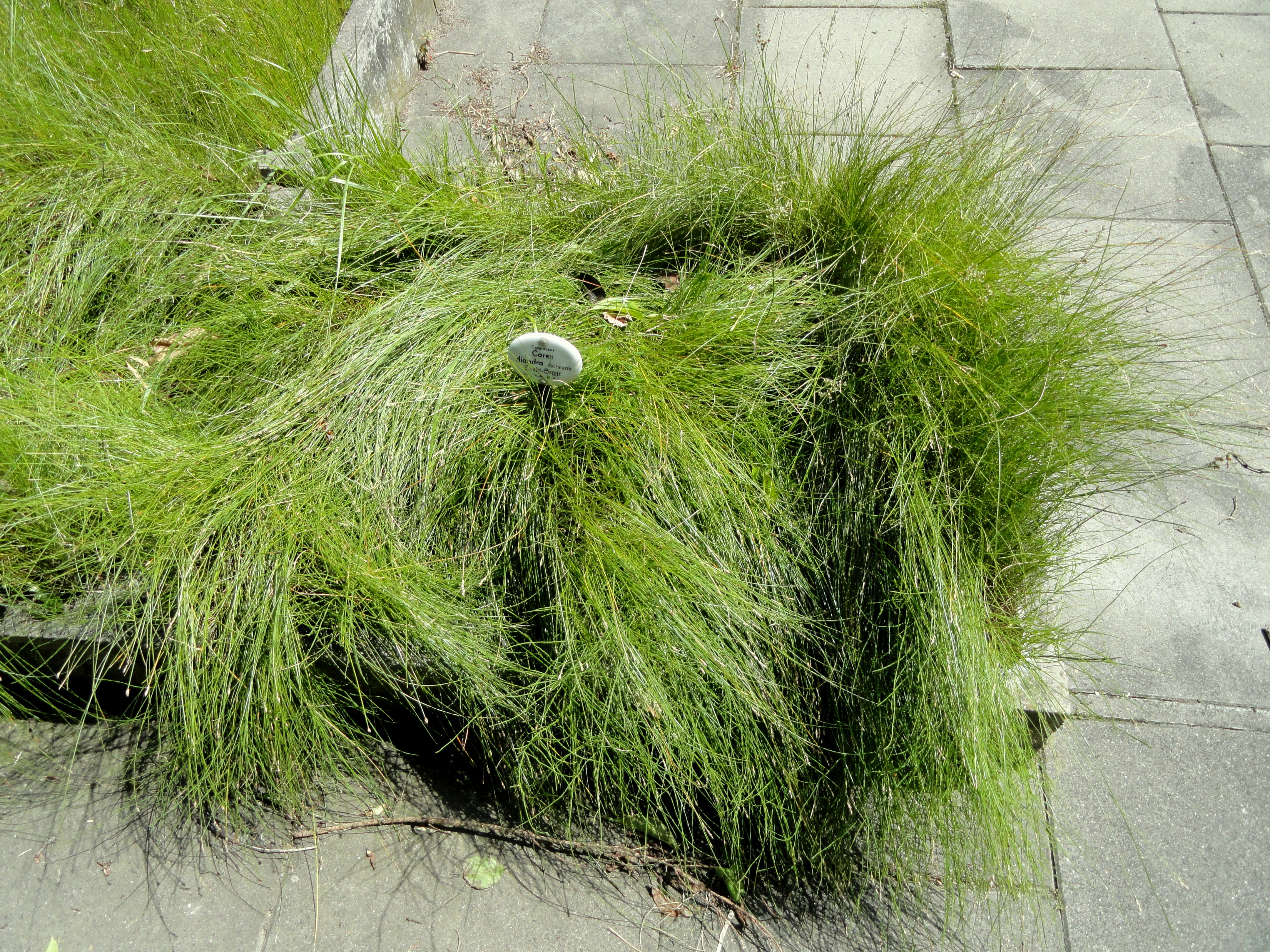
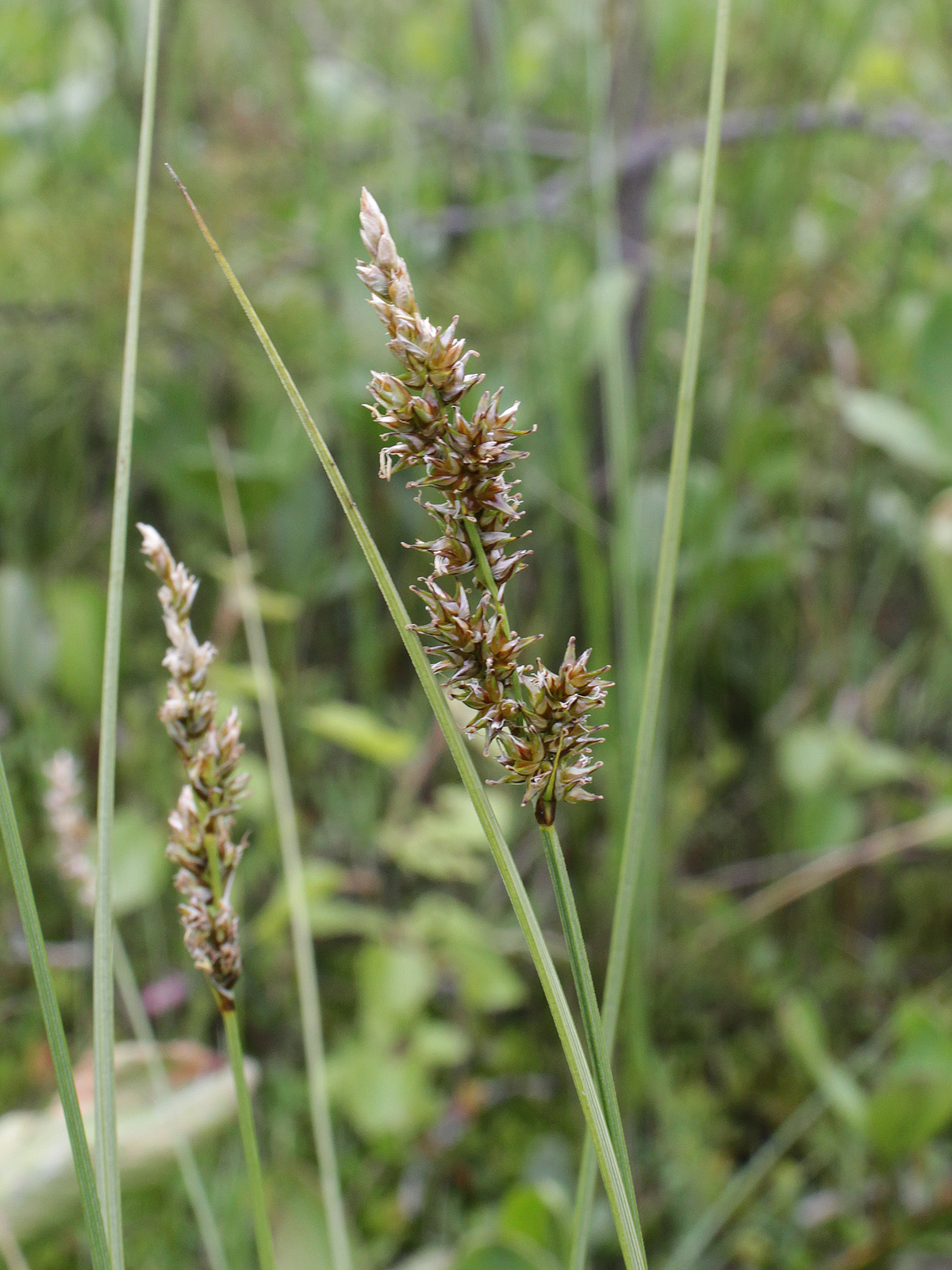
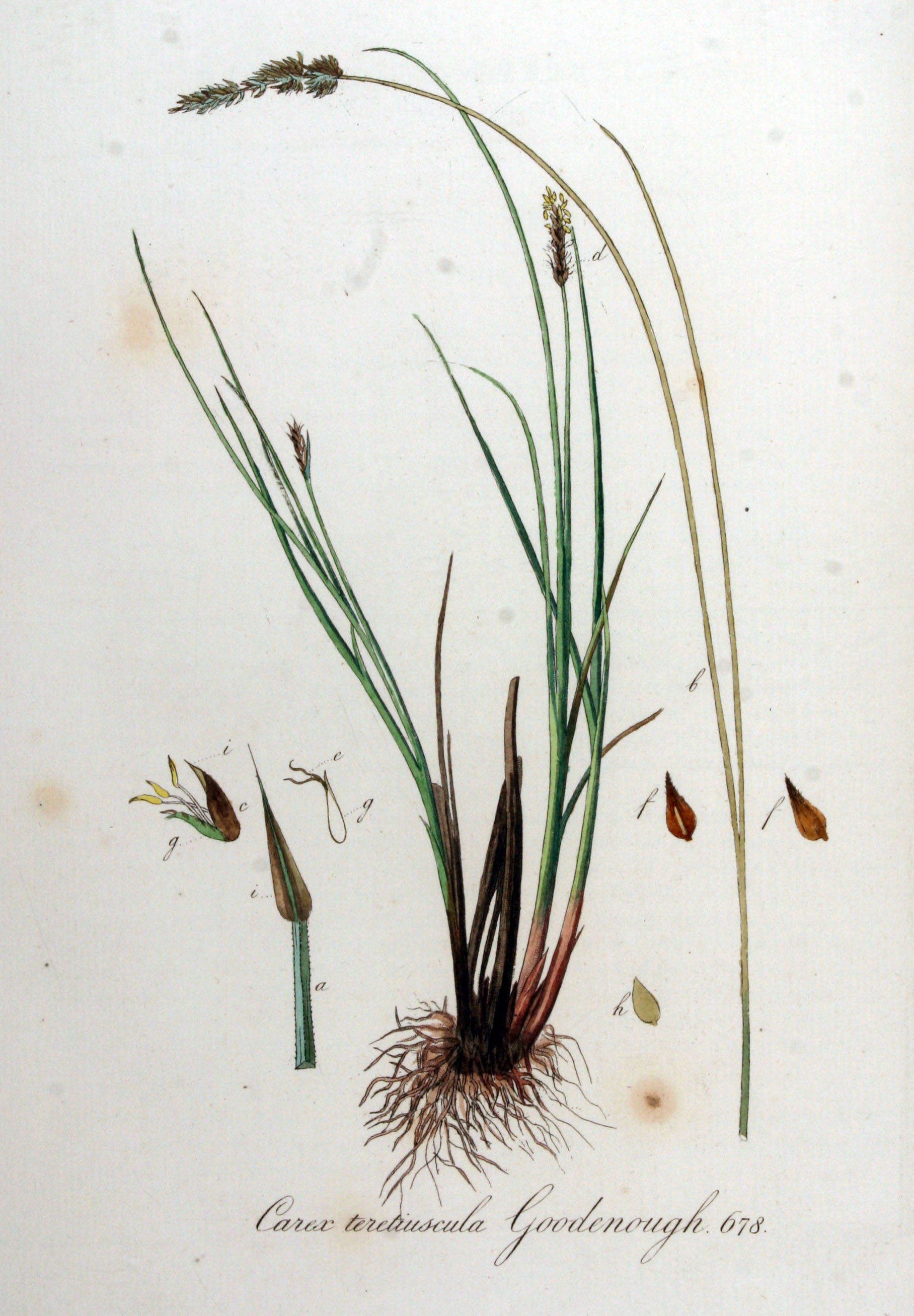